# Nilssonia (animal)
Nilssonia es un género de tortugas de caparazón blando (familia Trionychidae), de la subfamilia Trionychinae, con hábitats que se extienden por Pakistán, India, Bangladés y Birmania.

## Sistemática
Hasta hace poco, este género estaba formado por una única especie, la tortuga de caparazón blando de Birmania (Nilssonia formosa), pero recientemente, y basándose en análisis genéticos, Engstrom et al. (2004) proponen sinonimizar los géneros Aspideretes y Nilssonia, teniendo prioridad este último, por lo que ahora se incluyen en Nilssonia las cuatro especies que antes formaban el primero (Aspideretes gangeticus, A. hurum, A. leithii y A. nigricans).